# Autumn Leaves (canção de Daniel Kajmakoski)
"Autumn Leaves" é uma canção do cantor macedónio Daniel Kajmakoski. Esta canção representou a Macedónia em Viena, Áustria no Festival Eurovisão da Canção 2015, na 1ª semi-final, no dia 19 de Maio de 2015.
Em 19 de maio de 2015, ela obteve, nessa semifinal, o 15º lugar com 28 pontos e, portanto, não se classificou para a final.